# Oh Hee-joon
Oh Hee-joon (en hangul, 오희준; 25 de febrero de 1988) es un actor surcoreano.

## Vida personal
Oh Hee-joon nació el 25 de febrero de 1988 en Boeun, un condado de la provincia de Chungcheong del Norte, al centro de Corea del Sur. Estudió en la escuela primaria y secundaria Hoein, ubicada en Jungang-ri, así como en la escuela secundaria técnica de Chungbuk. Se graduó en el Departamento de Teatro y Cine de la Universidad de Jungbu, en la misma provincia de Chungcheong del Norte.

## Carrera
Su agencia de representación es Management Gu desde enero de 2017.
Oh Hee-joon debutó como modelo publicitario en 2005, cuando tenía solo siete, y ese mismo año debutó también en cine con un pequeño papel en la película de suspenso y terror Antarctic Journal.
A este debut siguieron papeles de corta duración en otras numerosas películas entre 2007 y 2018, en los que para algunos críticos destacaron sus habilidades interpretativas.
Estas mismas habilidades se mostraron también en televisión. Así sucedió con la serie de KBS 2TV Are you human too? (2018), en la que tuvo el papel de Jo In-tae, gimnasta y artista marcial, que expresándose en formas dialectales demostró su capacidad para el humor y su «química cómica fantástica» con Cha Yeop en el papel de Robocop. También llamó la atención de público y crítica con sus actuaciones en Cheese in the trap (2016) y My ID is Gangnam Beauty (2018), por las cuales se ganó la reputación de «ladrón de escenas».
En 2020 fue uno de los protagonistas de la serie en ocho capítulos de KBS How to buy a friend, con el personaje de Oh Kyung-pyo.
En 2022 fue miembro del reparto en la serie de zombis producida por Netflix Estamos muertos, que se estrenó el 28 de enero de ese año. Para el mismo año estaba prevista su participación en la serie de JTBC Green Mothers' Club.

## Filmografía

### Cine
| Año  | Título                                | Hangul                   | Papel                                           | Notas                                                    | Ref.        |
| ---- | ------------------------------------- | ------------------------ | ----------------------------------------------- | -------------------------------------------------------- | ----------- |
| 2005 | Antarctic Journal                     | 남극일기                 | Miembro de la expedición británica              |                                                          | [ 3 ]       |
| 2007 | May 18                                | 화려한 휴가              | Estudiante de secundaria                        |                                                          |             |
| 2010 | In love and the war                   | 적과의 동침              | Soldado con ametralladora                       |                                                          |             |
| 2011 | Glove                                 | 글러브                   | Matón                                           |                                                          |             |
| 2011 | SIU                                   | 특수본                   | Mensajero                                       |                                                          |             |
| 2011 | Stateless things                      | 줄탁동시                 | Repartidor                                      |                                                          |             |
| 2011 | Mirage                                | 밀월도 가는 길 \|        | Grupo Jong-hyeok                                |                                                          |             |
| 2011 | Iron Dae-oh: the nation's iron bag!   | 강철대오 : 구국의 철가방 | Policía antidisturbios                          |                                                          |             |
| 2012 | The grand heist                       | 바람과 함께 사라지다     | Granjero de Seobinggo                           |                                                          |             |
| 2012 | Tone-deaf clinic                      | 음치클리닉               | Senior                                          |                                                          |             |
| 2013 | Run to the south                      | 남쪽으로 튀어            | Miembro del café                                |                                                          |             |
| 2013 | The gifted hands                      | 사이코메트리             | Matón                                           |                                                          |             |
| 2013 | Neverdie butterfly                    | 네버다이 버터플라이      | Grupo de Min-sik                                |                                                          |             |
| 2013 | Steel cold winter                     | 소녀                     | Hyeong-joon                                     |                                                          |             |
| 2013 | Ingtoogi                              | 잉투기                   | Woo-jin                                         |                                                          |             |
| 2013 | Animal                                | 청춘예찬                 | Estudiante de clases particulares               |                                                          |             |
| 2013 | Han Gong-ju                           | 한공주                   | Miembro de la pandilla de Min-ho                |                                                          |             |
| 2013 | Obsessed                              | 인간중독                 |                                                 |                                                          |             |
| 2014 | 18 - Eighteen noir                    | 18: 우리들의 성장 느와르 | Miembro de la pandilla de la escuela de Bucheon |                                                          |             |
| 2014 | My brilliant life                     | 두근두근 내 인생         | Hermano mayor de Mi-ra                          |                                                          |             |
| 2014 | Socialphobia                          | 소셜포비아               | Persona de servicio                             |                                                          | [ 3 ] [ 8 ] |
| 2015 | Fatal intuition                       | 그 놈이다                | Estudiante de secundaria                        |                                                          |             |
| 2015 | Two rooms, two nights                 | 두 개의 연애             | Hombre en las habitaciones de servicio          |                                                          |             |
| 2015 | Vanishing time: a boy who returned    | 가려진 시간              | Policía                                         |                                                          |             |
| 2016 | The map against the world             | 고산자, 대동여지도       | Encargado de la distribución de alimentos       |                                                          |             |
| 2016 | Baby beside me                        | 아기와 나                | Jeong-wook                                      |                                                          |             |
| 2017 | The chase                             | 반드시 잡는다            | Gánster                                         |                                                          |             |
| 2017 | Along with the gods: the two worlds   | 신과함께-죄와 벌         | Soldado intérprete                              |                                                          | [ 3 ]       |
| 2017 | Scent of a ghost                      | 귀신의 향기              | Estudiante de secundaria                        |                                                          |             |
| 2018 | The accidental detective 2: in action | 탐정: 리턴즈             | Kim Jae-min                                     |                                                          | [ 8 ]       |
| 2018 | Along with the gods: the last 49 days | 신과함께-인과 연         | Soldado intérprete                              |                                                          | [ 3 ]       |
| 2018 | The Villagers                         | 동네사람들               | Kim Dong-soo                                    |                                                          | [ 8 ]       |
| 2018 | MAL-MO-E: the secret mission          | 말모이                   | Cartero Che Sin-gook                            | Acreditado también como instructor de dialecto y acento. |             |
| 2018 | Money                                 | 돈                       | Empleado despedido de Dongmyeong Securities     |                                                          |             |
| 2018 | Jo Pil-ho: el despertar de la ira     | 악질경찰                 |                                                 |                                                          |             |
| 2018 | Maggie                                | 메기                     | Mummy                                           |                                                          | [ 3 ]       |
| 2018 | Forbidden dream                       | 천문: 하늘에 묻는다      | Eunuco joven                                    |                                                          |             |
| 2019 | The gangster, the cop, the devil      | 악인전                   | Kim Dong-cheol                                  |                                                          |             |
| 2019 | Exit                                  | 엑시트                   | Hermano mayor                                   |                                                          | [ 9 ] [ 8 ] |
| 2020 | Diva                                  | 디바                     | Periodista en el hospital                       |                                                          |             |

### Series de televisión
| Año  | Título                                | Hangul                   | Papel                              | Canal         | Notas       | Ref.          |
| ---- | ------------------------------------- | ------------------------ | ---------------------------------- | ------------- | ----------- | ------------- |
| 2013 | Tiburón                               | 상어                     | Kim Dong-soo de joven              | KBS 2TV       |             |               |
| 2013 | Case number 113                       | 사건번호 113             | Kim Kyeong-deuk                    | SBS           | 2 episodios |               |
| 2014 | Can we love?                          | 우리가 사랑할 수 있을까  | Han Dong-hee                       | jTBC          |             |               |
| 2014 | God's gift - 14 days                  | 신의 선물 - 14일         | Empleado en el restaurante         | SBS           |             |               |
| 2014 | Plus nine boys                        | 아홉수 소년              | Nam Chang-hee                      | tvN           |             |               |
| 2014 | Drama special - The girl in the frame | 액자가 된 소녀           | Estudiante                         | KBS           |             |               |
| 2015 | Who are you - School 2015             | 후아유 - 학교            | Repartidor de comida               | KBS           |             |               |
| 2015 | Oh my ghostess                        | 오 나의 귀신님           |                                    | KBS           |             |               |
| 2015 | Midnight diner                        | 심야식당                 | Empleado                           | SBS           |             |               |
| 2015 | Cheese in the trap                    | 치즈인더트랩             | Ha Jae-woo                         | tvN           |             | [ 10 ]        |
| 2016 | The vampire detective                 | 뱀파이어 탐정            | Yong Goo-hyeong, veinte años antes | OCN           |             |               |
| 2016 | Romance de la suerte                  | 운빨로맨스               |                                    | MBC           |             |               |
| 2016 | Wanted                                | 원티드                   | Pierrot                            | SBS           |             |               |
| 2016 | Drama special - Laughter Disqualified | 웃음실격                 | Novato en la Agencia Meteorológica | KBS           |             |               |
| 2017 | Man to man                            | 맨투맨                   | Yang Sang-sik                      | jTBC          |             |               |
| 2017 | Last-minute romance                   | 막판 로맨스              | Representante                      | jTBC-Naver TV |             |               |
| 2018 | Partners for Justice                  | 검법남녀                 | Seok Do-hoon                       | MBC           |             |               |
| 2018 | Are you human too?                    | 너도 인간이니            | Jo In-tae                          | KBS 2TV       |             | [ 4 ]         |
| 2018 | My ID is Gangnam Beauty               | 내 아이디는 강남미인     | Kim Chan-woo                       | jTBC          |             | [ 3 ] [ 11 ]  |
| 2018 | My strange hero                       | 복수가 돌아왔다          | Kim Jae-yoon                       | SBS           |             | [ 12 ]        |
| 2019 | Welcome to Waikiki 2                  | 으라차차 와이키키 2      | Pervertido                         | jTBC          | Episodio 7  | [ 13 ]        |
| 2019 | Goo Hae-ryung, la historiadora novata | 신입사관 구해령          | Ahn Hong-ik                        | MBC           |             | [ 14 ]        |
| 2020 | 365: repeat the year                  | 365: 운명을 거스르는 1년 | Goo Seung-min                      | MBC           |             |               |
| 2020 | How to buy a friend                   | 계약우정                 | Oh Kyeong-pyo                      | KBS           |             | [ 5 ]         |
| 2020 | ¿Era amor?                            | 우리, 사랑했을까         | Do Gwang-soo                       | jTBC          |             |               |
| 2020 | More than friends                     | 경우의 수                | Min Sang-sik                       | jTBC          |             | [ 15 ]        |
| 2021 | Imitation                             | 이미테이션               | Dae-kwon                           | KBS           |             | [ 15 ]        |
| 2022 | Estamos muertos                       | 지금 우리 학교는         | Kang Jin-goo                       | Netflix       |             | [ 16 ]        |
| 2022 | Green Mothers' Club                   | 그린 마더스 클럽         |                                    | jTBC          |             | [ 17 ]        |
| 2022 | Through the Darkness                  | 악의 마음을 읽는 자들    | Kang Yoo-min                       | SBS           |             |               |
| 2023 | Our Blooming Youth                    | 청춘월담                 | Kim, eunuco del príncipe heredero  | tvN           |             |               |
| 2024 | The Auditors                          | 감사합니다               | Moon Sang-ho                       | tvN           |             | [ 18 ] [ 19 ] |